# Rico Wenger
Rico Wenger (* 2. September 1944 in Stein am Rhein; † 10. Juni 2002 ebenda, heimatberechtigt in Stein am Rhein) war ein Schweizer Politiker (SVP).
Rico Wenger war 1981–92 im örtlichen Einwohnerrat, den er 1989 präsidierte. 1981 bis 1996 war er im Kantonsrat des Kantons Schaffhausen, dessen Präsident er 1993 war. Vom 6. Dezember 1999 bis zu seinem Todestag am 10. Juni 2002 war er einer der zwei Ständeräte des Kantons.